# Liste der Naturdenkmale in Kitzscher

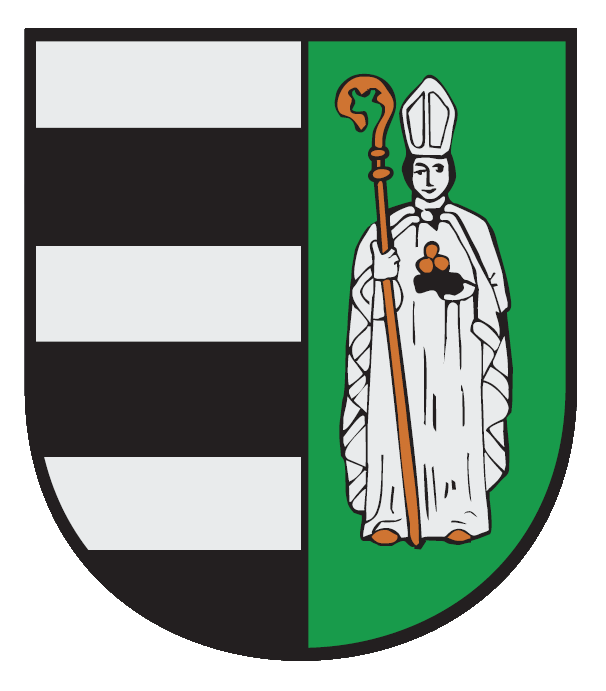
Wappen von Kitzscher

Lage von Kitzscher

In der Liste der Naturdenkmale in Kitzscher werden die Einzel-Naturdenkmale, Geotope und Flächennaturdenkmale in der Gemeinde Kitzscher im Landkreis Leipzig und ihren Ortsteilen Braußwig, Dittmannsdorf, Hainichen, Thierbach und Trages aufgeführt.
Bisher sind laut den angegebenen Quellen 1 Einzel-Naturdenkmal, 0 Geotope und 0 Flächennaturdenkmale bekannt und hier aufgelistet.
Die Angaben der Liste basieren auf Daten der Bekanntmachungs-Seite des Landkreises und den Daten auf dem Geoportal des Landkreises Leipzig.

## Definition
„Gesetz über Naturschutz und Landschaftspflege (BNatSchG), § 28 Naturdenkmäler:
 Naturdenkmäler sind rechtsverbindlich festgesetzte Einzelschöpfungen der Natur oder entsprechende Flächen bis zu fünf Hektar, deren besonderer Schutz erforderlich ist
1. aus wissenschaftlichen, naturgeschichtlichen oder landeskundlichen Gründen oder
2. wegen ihrer Seltenheit, Eigenart oder Schönheit.“

„SächsNatSchG, § 18 Naturdenkmäler (zu § 28 BNatSchG):
1. Die Erklärung nach § 22 Abs. 1 BNatSchG von Teilen von Natur und Landschaft als Naturdenkmal erfolgt durch Rechtsverordnung oder Einzelanordnung.
2. Über § 28 Abs. 1 BNatSchG hinaus können Naturdenkmäler zur Sicherung von Lebensgemeinschaften oder Lebensstätten von im Bestand gefährdeten oder streng geschützten Arten festgesetzt werden.“

## (Einzel-)Naturdenkmale (ND)
Link zu einem Kartenansichtstool, um Koordinaten zu setzen.
| Bild                          | Bezeichnung     | Lage                                     | Beschreibung                                                                                               | Datum         | Nummer |
| ----------------------------- | --------------- | ---------------------------------------- | --- | ------------- | ------ |
| mehr Fotos \| Fotos hochladen | Eiche Thierbach | Thierbach (51° 10′ 6″ N, 12° 32′ 4,2″ O) | Stieleiche (Quercus robur) am südlichen Ortsrand, neben Weg südlich des Schlossteich am Abfluss Fipperbach | VO 2020-07-15 | ND 75  |